# Кучар, Мэтт
Мэттью Грегори Кучар (англ. Matthew Gregory Kuchar; род. 21 июня 1978, Уинтер-Парк, штат Флорида, США) — американский гольфист, бронзовый призёр летних Олимпийских игр 2016 года, многократный победитель и призёр этапов PGA Тура.

## Биография
Мэтт Кучар родился в 1978 году в городе Уинтер-Парк в штате Флорида в украинской семье. Обучался в Технологическом институте Джорджии, где и начал показывать высокие результаты в гольфе. Закончив обучение и получив в 2000 году степень бакалавра в менеджменте, Кучар принял решение получить профессиональный статус гольфиста. В рамках PGA Тура Кучар одержал 7 побед, а ещё 21 раз становился призёром. За свою карьеру Мэтт получил более 30 млн долларов призовых, причём в 2010 году он стал лидером Тура по этому показателю.
В августе 2016 года Мэтт Кучар принял участие в летних Олимпийских играх в Рио-де-Жанейро, в программу которых спустя 112 лет вернулся гольф. На протяжении всего турнира Кучар показывал довольно средние результаты и перед последним днём соревнований делил лишь 7-е место, отставая от 3-й позиции на которой располагался австралиец Маркус Фрейзер на 4 удара. Четвёртый раунд американский гольфист провёл очень удачно, пройдя поле за 63 удара (8 ниже пар), что стало повторением лучшего результата турнира. Ранее показать такую же сумму удавалось только Фрейзеру в первом раунде. Удачное прохождение Кучаром 4-го раунда, при не самых высоких результатах у его конкурентов, позволило американцу резко подняться в итоговом протоколе и стать бронзовым призёром Игр.
Выступал за США в Кубке Райдера в 2010, 2012 и 2014 годах.

## Личная жизнь
- Женат, есть двое детей.